# Partido Social Popular
El Partido Social Popular (PSP) fue un partido político de España, «de tendencia democristiana», fundado oficialmente en diciembre de 1922. Desapareció tras la instauración de la dictadura de Primo de Rivera, al integrarse la mayoría de sus miembros en la Unión Patriótica, el partido creado en 1924 vinculado al régimen dictatorial.

## Historia
La formación del partido se gestó por distintos sectores de la derecha política en el declive del modelo canovista de la restauración borbónica. Desde la crisis política de 1917, los sectores conservadores, afines hasta ese momento al modelo de bipartidismo pactado de la restauración, mostraron sus reticencias con la fórmula que ya no garantizaba la estabilidad social que esperaban.
Desde el diario El Debate, dirigido en primera instancia por el religioso Basilio Álvarez y adquirido por la Asociación Católica Nacional de Propagandistas (ACNdP) para la defensa de la religiosidad del Estado, de la enseñanza pública católica y de la eliminación de los llamados «efectos nocivos» de la Constitución de 1876 se defendió la necesidad de un partido confesional. Por otro lado, la Confederación Nacional Católico-Agraria, gestada desde las filas de la ACNdP, había agrupado a los sindicatos católicos y necesitaba una representación política. De otra parte, Severino Aznar, el canónigo Maximiliano Arboleya y otros habían impulsado un proyecto denominado Grupo de la Democracia Cristiana en 1919, próximo al modelo del Partido Popular Italiano, que había tenido un gran éxito popular.
Finalmente, todos esos sectores se unieron en torno a una propuesta política, de cuya asamblea fundacional formaron parte Severino Aznar, Inocencio Jiménez, Manuel Giménez Fernández, Salvador Minguijón, Rafael Aizpún, José Ibáñez Martín, José María Gil-Robles, Ángel Ossorio y Gallardo y tradicionalistas como Víctor Pradera. También fueron integrantes de la formación José Larraz López, el antiguo maurista Genaro Pozo, sindicalistas como Luis Díaz del Corral y Francisco Barrachina o miembros de la redacción de El Debate.
La asamblea fundacional fue celebrada entre los días 15 y 20 de diciembre de 1922. El programa político aprobado en ella se definía por una combinación de principios conservadores y propuestas reformistas (como la representación proporcional de la ciudadanía en Cortes, el reconocimiento de la personalidad particular de las regiones o la sindicación libre y contrato colectivo).
Mantenía una doctrina corporativista y una posición ambigua sobre el modelo liberal de representación en las Cortes. No concurrió a las elecciones de 1923 y la mayoría de sus miembros apoyó el golpe de Estado de Primo de Rivera de septiembre de ese año. El 18 de diciembre de 1923 se produjo la escisión entre el sector mayoritario partidario de colaborar con la dictadura, encabezado por Antonio Goicoechea, y el que se oponía al nuevo régimen, encabezado con Angel Ossorio y Gallardo. Al año siguiente el partido desapareció virtualmente cuando muchos de sus miembros pasaron a servir a la dictadura, como Ángel Herrera, José María Gil Robles, Severino Aznar, José Ibáñez Martín, José Larraz, Santiago Fuentes Pila, José Félix de Lequerica o el conde de Vallellano. Estos se integraron en la Unión Patriótica, el partido de la dictadura, y, durante la Segunda República, se destacaron como miembros de Acción Popular y de Renovación Española.